# Список вишів, що готують спеціалістів з видавничо-поліграфічної справи
1. Відкритий міжнародний університет розвитку людини «Україна»[1]
2. Національний авіаційний університет[2]
3. Національний технічний університет України «Київський політехнічний інститут»[3]
4. Національний університет «Львівська політехніка»[4]
5. Київський національний університет культури і мистецтв[5]
6. Українська академія друкарства[6]
7. Український державний хіміко-технологічний університет
8. Чернівецький національний університет імені Юрія Федьковича[7]
9. Харківський національний економічний університет[8]
10. Харківський національний університет радіоелектроніки
11. Видавничо-поліграфічний інститут НТУУ "КПІ"
12. Вінницька філія (ННВЦ) Одеської національної академії зв'язку (ОНАЗ)